# Keilbachia
Keilbachia är ett släkte av tvåvingar som beskrevs av Werner Mohrig 1987. Keilbachia ingår i familjen sorgmyggor.

## Dottertaxa tillKeilbachia, i alfabetisk ordning[1][2]
- Keilbachia acamptochaeta
- Keilbachia acerspina
- Keilbachia aculeata
- Keilbachia acumina
- Keilbachia adjuncta
- Keilbachia adunca
- Keilbachia ancylonema
- Keilbachia apprima
- Keilbachia arcuata
- Keilbachia arrecta
- Keilbachia bicuspis
- Keilbachia bifida
- Keilbachia biflagrispina
- Keilbachia brevicoxa
- Keilbachia camptonema
- Keilbachia camptospina
- Keilbachia clinata
- Keilbachia cornata
- Keilbachia criniloba
- Keilbachia curvispina
- Keilbachia demissa
- Keilbachia fasciata
- Keilbachia ferrata
- Keilbachia filigera
- Keilbachia flabellata
- Keilbachia flagria
- Keilbachia flagrispina
- Keilbachia foveolata
- Keilbachia gigas
- Keilbachia grandiosa
- Keilbachia hamata
- Keilbachia indigena
- Keilbachia inscissa
- Keilbachia macripes
- Keilbachia megacantha
- Keilbachia mira
- Keilbachia mirabilis
- Keilbachia neglecta
- Keilbachia nepalensis
- Keilbachia oligonema
- Keilbachia orthonema
- Keilbachia paucipalpa
- Keilbachia praedicata
- Keilbachia profana
- Keilbachia rima
- Keilbachia sasakawai
- Keilbachia scutica
- Keilbachia subferrata
- Keilbachia tenerrima
- Keilbachia tenuicula
- Keilbachia trispinoides
- Keilbachia ulcerata